# Hilary Thompson
Hilary Thompson, ook wel bekend onder de naam Hilarie Thompson, (Birmingham (Michigan), 2 maart 1949) is een Amerikaans actrice. Zij speelde de rol van luitenant Betty Wheeler in de televisieserie Operation Petticoat.
Hilary Thompson is sinds 1988 getrouwd met scriptschrijver Alan Ormsby. Samen hebben ze een kind. Zij is de zuster van actrice Victoria Thompson.

## Filmografie
- Sail to Glory (as Hilarie Thompson) (1967)
- How Sweet It Is! (1968)
- Where Angels Go Trouble Follows! (1968)
- Maryjane (1968)
- If It's Tuesday, This Must Be Belgium (1969)
- Model Shop (1969)
- Getting Straight (1970)
- A Great American Tragedy (1972)
- Hex (1973)
- Manhunter (1974)
- Risko (1976)
- McLaren's Riders (1977)
- Killer's Delight (1978)
- The Fury (1978)
- Cruise Into Terror (1978)
- The Archie Situation Comedy Musical Variety Show (1978)
- The Falls (1980)
- Nighthawks (1981)

## Televisieseries
- Lassie (1966 en 1969)
- I Dream of Jeannie (1967 en 1968)
- Gunsmoke (1969)
- Bewitched (1969)
- The Outcasts (1969)
- The Young Rebels (1970-1971), 15 afleveringen
- The Flying Nun (1970)
- Love, American Style (1971)
- The Odd Couple (1971)
- Room 222 (1971)
- Matt Lincoln (1971)
- Insight (1972 en 1973)
- The Brady Bunch (1973)
- Here We Go Again (1973)
- Harry O (1974), 2 afleveringen
- The Manhunter (1974)
- Hec Ramsey (1974)
- Doctors' Hospital (1975)
- Barnaby Jones (1976, 1978 en 1980)
- Wonderbug (1976)
- The Streets of San Francisco (1977)
- Quincy, M.E. (1977)
- Operation Petticoat (1978-1979), 10 afleveringen
- ABC Saturday Comedy Special (1978)
- Chico and the Man (1978)
- Fantasy Island (1978)
- Starsky and Hutch (1979)
- Charlie's Angels (1979)
- Number 96 (1980)
- Automan (1984)
- Washingtoon (1985), 10 afleveringen
- Jake and the Fatman (1987)
- ALF (1988)